# Vuelta a la Comunidad de Madrid 2009
Die 23. Vuelta a la Comunidad de Madrid war ein Straßenradrennen, das vom 17. bis 19. Juli 2009 stattfand. Das Etappenrennen wurde über drei Etappen und eine Distanz von 342,6 Kilometern ausgetragen. Das Rennen war Teil der UCI Europe Tour 2009 und dort in die Kategorie 2.1 eingestuft.
Sieger wurde der Spanier Héctor Guerra vor den beiden Landsleuten Alejandro Valverde und Xavier Tondo.

## Etappen
| Etappe    | Tag      | Start – Ziel                                            | km    | Etappensieger          | Führender     |
| --------- | -------- | ------------------------------------------------------- | ----- | ---------------------- | ------------- |
| 1. Etappe | 17. Juli | Casa de Campo – Madrid (EZF)                            | 8,1   | Héctor Guerra          | Héctor Guerra |
| 2. Etappe | 18. Juli | Coslada – Coslada                                       | 180,4 | Francisco José Ventoso | Héctor Guerra |
| 3. Etappe | 19. Juli | San Sebastián de los Reyes – San Sebastián de los Reyes | 154,1 | David Herrero          | Héctor Guerra |